# Liste von Persönlichkeiten der Stadt Aurich
Die Liste von Persönlichkeiten der Stadt Aurich enthält Personen, die wichtig für Aurich und seine Geschichte sind, die also hier maßgeblich gewirkt haben oder deren Person eng mit der Stadt verbunden wird.

## Eigene Listen
- Liste der Bürgermeister der Stadt Aurich
- Liste der Grafen und Fürsten von Ostfriesland
- Liste der Präsidenten der Ostfriesischen Landschaft

## Söhne und Töchter der Stadt
Folgende bekannte Personen stammen aus Aurich:
- Eberhard Bacmeister (1659–1742), fürstl. ostfriesischer Leibarzt, der auch die Armen der Stadt kostenlos behandelte
- Thomas Bohlen (* 1968), Geophysiker
- Uke Bosse (* 1976), TV-Moderator und Journalist
- Ewald Christophers (1922–2003), Pädagoge und plattdeutscher Autor
- Ernst Clausen (1861–1912), Offizier und Schriftsteller
- Hermann Conring (1894–1989), Politiker (CDU)
- Erik Dreesen (1971–2013), Bodybuilder und Kraftsportler
- Karl Dunkmann (1868–1932), evangelischer Theologe und Soziologe
- Rudolf Eucken (1846–1926), Nobelpreisträger für Literatur
- Hannes Flesner (1928–1984), Künstler, Musikjournalist
- Ellen Frank (1904–1999), Schauspielerin und Tänzerin
- Daniel Franziskus (* 1991), Fußballspieler
- Friedrich Theodor von Frerichs (1819–1885), Internist und Augenarzt
- Harro Füllgrabe (* 1975), Redakteur und Moderator
- Lotte Gleichmann (1890–1975), Zeichenlehrerin und Malerin
- Karl Gramberg (1922–1997 oder 1998), Maler
- Wilfried Grunau (* 1958), Ingenieur und Geodät
- Okka Gundel (* 1974), Fernsehmoderatorin und Journalistin
- Siegfried Haag (* 1945), ehemaliges Mitglied der Rote Armee Fraktion (RAF)
- Peter Heeren (* 1965), Komponist
- Laura Hillman (1923–2020), Holocaust-Überlebende und Autorin
- Thomas Hinrichs (* 1968), Journalist
- Daniel Holthuis (* 1985), E-Sportler
- Marie Hoppe (* 1986), Abgeordnete der Bremischen Bürgerschaft für die Grünen-Fraktion
- Marie Hübner (* 1969), Illustratorin
- Rudolf von Jhering (1818–1892), Jurist
- Marc von Knorring (* 1971), Historiker
- Stefan Lampadius (* 1976), Schauspieler und Filmemacher
- Frank Löning (* 1981), Fußballspieler
- Hermann Lübbe (* 1926), Philosoph
- Conrad Bernhard Meyer (1755–1830), Kaufmann, Künstler, Architekt
- Kai Wido Meyer (* 1979), Schauspieler
- Frauke Patzke (* 1971), politische Beamtin (Bündnis 90/Die Grünen)
- Siebrand Rehberg (* 1943), Fotograf
- Uwe Rosenberg (* 1970), Spieleautor
- Paul Ronzheimer (* 1985), Chefreporter und Autor
- Otto Ruprecht (1860–1946), Architekt
- Jan Schapp (* 1940), Rechtsphilosoph
- Elise Schleiden, geborene von Nuys (1785–1874),  Malerin
- Herbert Schnoor (1927–2021), SPD-Politiker, Innenminister von NRW
- Gert Schlechtriem (1929–1998), Volkskundler, Museumsdirektor
- Friedrich van Senden (1890–1969), Lehrer und Gymnasialdirektor
- Cirk Heinrich Stürenburg (1798–1858), Jurist
- Diedrich Rudolf Stürenburg (1811–1856), Altphilologe und Lehrer
- Karl Heinrich Ulrichs (1825–1895), Jurist und Vorkämpfer der Lesben- und Schwulenbewegung
- Michael Walther der Jüngere (1638–1692), Mathematiker und lutherischer Theologe
- Jens Wemmer (* 1985), Fußballspieler
- Johannes Wienholtz (1864–1952), Politiker (DHP)
- Imke Wübbenhorst (* 1988), Fußballspielerin, U-19-Europameisterin 2006 und 2007

## Weitere Persönlichkeiten
Folgende Persönlichkeiten sind nicht in Aurich geboren, haben aber dort gewirkt:
- Theodor Aden, Regierungsdirektor bei der Wasser- und Schifffahrtsdirektion Nordwest, Träger des Bundesverdienstkreuzes
- Gila Altmann (* 1949), Politikerin (Bündnis 90/Die Grünen)
- Rudi Brehm (1924–1997), Gewerkschaftsfunktionär
- Gerhard Julius Coners (1730–1797), Generalsuperintendent
- Götz von Glisczynski (1942–2004), Jurist und Autor
- Johann Friedrich Hähn (1710–1789), Generalsuperintendent
- Thilo Hoppe (* 1958), Politiker (Bündnis 90/Die Grünen)
- Remmer Janssen (1850–1931), Pastor und ostfriesischer Erweckungsprediger
- Barbara Jellinek (1917–1997), Behindertenaktivistin, Trägerin des Bundesverdienstkreuzes
- Johann Ludwig Lindhammer (1689–1771), Generalsuperintendent
- Wolfgang Ontijd (* 1937), Politiker (CDU)
- Wilhelm Schapp (1884–1965), Philosoph und Jurist
- Christian Sethe (1778–1864), Jurist und Geheimer Regierungsrat und seine Frau Charlotte, geb. Heßlingh, Gründer des Sethestifts
- Rainder Steenblock (* 1948), Politiker (Bündnis 90/Die Grünen)
- Johannes Steinhoff (1913–1994), Offizier
- Michael Walther der Ältere (1593–1662), lutherischer Theologe
- Aloys Wobben (1952–2021), Gründer und Inhaber des Windenergieanlagenherstellers Enercon
- Gertrud Wurmb (1877–1956), Malerin